# Walter Centeno
Walter Centeno Corea (* 6. Oktober 1974 in Palmar Sur) ist ein ehemaliger costa-ricanischer Fußballspieler.

## Karriere
Centeno feierte 1995/96 beim Erstligaaufsteiger AD Belén seinen Einstand in Costa Ricas höchster Liga. Schon ein Jahr später stand er im offensiven Mittelfeld des Spitzenclubs Deportivo Saprissa auf dem Platz und kämpfte um die Meisterschaft. Er blieb dem Hauptstadtverein treu bis auf einen Ausflug 2002/03 nach Griechenland zu AEK Athen, wo er 14 Ligaspiele (1 Tor) absolvierte. Mit AEK durfte er auch in der Champions League Gruppenphase mitwirken, wo sein Team die Gruppenspiele ungeschlagen überstand und er sich mit zwei Toren in Gastspielen gegen Real Madrid und Rom (Ausgleich zum 2:2 in Madrid und 1:1 in Rom erzielt) feiern ließ. Nach seiner Rückkehr begann seine erfolgreichste Zeit. 2004 wurde Saprissa Meister und er wurde zum Spieler des Jahres gewählt. Und im Jahr darauf gewann man dann den Champions Cup von Mittel- und Nordamerika. 2006 wurde man erneut Meister. Mit 39 Jahren beendete er seine aktive Karriere.
Zum festen Stamm der Nationalmannschaft Costa Ricas gehörte Walter Centeno seit 1995. Mit seinem 129. Länderspiel wurde er vorübergehend Rekordnationalspieler seines Landes. Insgesamt hat er es bis zu seinem letzten Länderspiel am 18. November 2009 auf 137 Länderspiele gebracht.

## Titel und Erfolge
- CONCACAF-Champions-Cup-Sieger: 2005 (Deportivo Saprissa)
- costa-ricanischer Meister: 1998, 1999, 2004, 2006 (Deportivo Saprissa)
- Spieler des Jahres in Costa Rica: 2004